# Volo Dan-Air 1903
Il volo da piaggine  104 era un volo charter passeggeri internazionale da Manchester, Gran Bretagna, a Barcellona, Spagna; era stato organizzato dal tour operator britannico Clarksons Holidays, che aveva noleggiato l'aeromobile per trasportare un gruppo di vacanzieri verso la città costiera spagnola. Il 3 luglio 1970 il de Havilland DH.106 Comet 4 operante sulla rotta si schiantò alle pendici boscose del massiccio del Montseny, vicino ad Arbúcies (Gerona), in Catalogna, Spagna. L'incidente provocò la distruzione del velivolo e la morte di tutti i 112 a bordo. Fu il peggior disastro aereo del 1970 e rimane tuttora quello con più vittime che coinvolge un DH.106.

## L'aereo
Il velivolo coinvolto era un de Havilland DH.106 Comet 4, marche G-APDN, numero di serie 6415. Volò per la prima volta il 29 settembre 1959, venne consegnato a British Overseas Airways Corporation e poi ceduto il 29 maggio 1969 a Dan-Air. Era spinto da 4 motori turbogetto Rolls-Royce Avon 524. Al momento dell'incidente, l'aereo aveva quasi undici anni e aveva accumulato 25 786 ore di volo.

## L'incidente
Il volo 1903 partì da Manchester alle 16:08 ora locale; a causa di alcuni ritardi nella gestione del traffico aereo da parte dell'ente di controllo (ATC) di Parigi, il volo fu costretto a operare un cambio di rotta rispetto al piano di volo programmato. Alle 17:53, quando si trovavano a 22 000 piedi (6 700 m), l'equipaggio si mise in contatto con l'ente ACC (centro di controllo regionale o d'area) di Barcellona che autorizzò il velivolo a scendere da 22 000 piedi (6 700 m) a 9 000 piedi (2 700 m). Alle 17:59 il volo passò all'ente APP (ovvero il servizio di controllo avvicinamento) di Barcellona; questo gli comunicò che la pista attiva presso l'aeroporto era la 25. Il controllore autorizzò l'equipaggio a sorvolare il radiofaro non direzionale (NDB) di Sabadell, 23 chilometri a nord del VOR di Barcellona, e a scendere a 6 000 piedi (1 800 m). L'aereo virò a sinistra con una prua di circa 140 gradi.
Durante la virata a sinistra, l'equipaggio riferì erroneamente di aver superato il radiofaro non direzionale di Sabadell. In realtà, il velivolo si trovava ancora 28 miglia nautiche (52 km) a nord di Sabadell, sopra il Massiccio del Montseny, una catena montuosa in cui le vette più alte salgono oltre i 5 600 piedi (1 700 m). Poiché un altro aereo sorvolò Sabadell nello stesso momento, il controllore confuse l'eco del radar del secondo aeromobile con quello del volo Dan-Air senza quindi accorgersi dell'errore di navigazione commesso dall'equipaggio. A causa di questo fattore, l'operatore autorizzò il volo Dan-Air a proseguire la discesa a 2 800 piedi (850 m). All'incirca alle 18:05 ora locale, l'aereo si schiantò contro un gruppo di faggi sul pendio Nord-Est del picco di Les Agudes, ad un'altitudine di circa 3 800 piedi (1 200 m). Al momento del disastro, i monti erano coperti dalle nubi. L'esplosione successiva all'impatto distrusse completamente l'aereo e provocò la morte di tutte le 112 persone a bordo. Dopo una lunga ricerca, le squadre di soccorso raggiunsero il luogo dell'incidente il giorno seguente.

## Le indagini
L'Air Accidents Investigation Branch pubblicò la relazione finale sul disastro un anno e otto mesi dopo. L'indagine identificò come causa probabile dell'incidente la concomitanza di due fattori: l'errore dell'equipaggio nel riferire al controllore la propria posizione e l'eco di un altro velivolo sul radar del controllore del traffico aereo che, passando nel punto stabilito in quello stesso momento, lo confuse e lo indusse in errore.